# Рогачёв, Евгений Никитович
Евгений Никитович Рогачёв (1927—1970) — бригадир слесарей-монтажников Новокузнецкого монтажного управления треста «Сибметаллургмонтаж», Герой Социалистического Труда.
Родился в д. Оденцы Вятской губернии (ныне Черновский район Кировской области). Перед войной с родителями переехал в д. Самарка под Сталинском (Новокузнецком), Новосибирская (с 1943 года — Кемеровская) область. В 1944 г. от военкомата направлен в группу слесарей-инструментальщиков школы ФЗО № 10.
После её окончания работал слесарем-монтажником Сталинского (с 1961 года — Новокузнецкого) монтажного управления треста «Сибметаллургмонтаж». Позднее возглавил бригаду слесарей-монтажников.
Принимал участие в строительстве паровозного депо, реконструкции прокатных станов и доменной печи, огнеупорных корпусов и блюминга КМК. В числе его объектов рудники в Горной Шории, Яшкинский и Новокузнецкий цементные заводы, Абагурская аглофабрика, цех анодной массы на алюминиевом заводе, заводы металлоконструкций, химико-фармацевтический, «Сантехлит», Запсиб.
За выдающиеся успехи, достигнутые в выполнении заданий семилетнего плана (1959—1965)в капитальном строительстве, 26.07.1966 присвоено звание Героя Социалистического Труда. Награждён медалью «За трудовое отличие» (15.01.1954).